# Арменоидный тип

Сирийский армянин арменоидного типа, иллюстрация из статьи 1911 года Феликса фон Лушана; классифицирован так в: «Расы Европы: Социологическое исследование» Уильяма Рипли, 1899

Арменоидный тип (иногда ассироидный тип, переднеазиатская раса) — антропологический тип, вариант балкано-кавказской расы, входящий в большую европеоидную расу. Распространён по всей Евразии, с большей концентрацией в Малой Азии, а также в Армении, Сирии, Ливане, редко в Грузии. 
Главными современными представителями данного типа являются армяне, ассирийцы, в меньшей степени восточные субэтнические группы грузин. 

## Характеристики и происхождение

Ливанец арменоидного типа, иллюстрация из статьи 1911 года Феликса фон Лушана; классифицирован так в: «Расы Европы: Социологическое исследование» Уильяма Рипли, 1899

Переднеазиатская группа популяций имеет следующие характеристики:
- цвет волос — тёмный (как правило)
- цвет глаз — тёмные или смешанные
- третичный волосяной покров — очень сильный[8]
- рост — средний
- форма головы — брахикефальная[8]
- ширина лица — сравнительно широкая[8]
- Форма носа — выпуклая[9].

По ширине и пигментации лица арменоидный тип занимает промежуточное место между кавкасионским и каспийским. По ряду показателей он сближается с западными греками, албанцами, югославами и другими людьми динарской расы. Американский антрополог К. Кун, однако, считал, что сходство арменоидной и динарской рас вызвано лишь конвергентной эволюцией — процессом динаризации. Кун считал арменоидный тип стабильным гибридом альпийской и средиземноморской рас, смешанных в отношении 2:1. Известный советский антрополог В. П. Алексеев отмечал, что зона формирования арменоидов включала территорию Армении, но лишь в качестве северной периферии, а основной ареал её формирования уходит в Переднюю Азию.

## Исследования
По мнению археолога Татьяны Пассек, к арменоидному антропологическому типу относились носители трипольской культуры, однако данные аргументы были отвергнуты антропологами М. М. Герасимовым, Г. Ф. Дебецем и С. П. Сегедой. Арменоидный тип был преобладающим типом у древних амореев и древних ассирийцев.
По сохранившимся изображениям урарты и хурриты были арменоидного типа.

## Положение в расовых классификациях
Данный комплекс признаков был выделен И. Деникером под именем ассироидной расы, а название «арменоидная раса» было впервые использовано французским антропологом Ж. Монтадоном (фр.) в 1933 году. При популяционном подходе название «арменоидная раса» почти не используется. В. П. Алексеев отмечал, что комплекс признаков, аналогичный арменоидному, выявлен во многих районах среди современного населения Передней Азии, и включал арменоидный вариант в переднеазиатскую группу популяций средиземноморской или южноевропейской локальной расы. М. Г. Абдушелишвили выделяет арменоидный тип (наряду с ассироидным, иберийским, колхским и кавкасионским) в переднеазиатской группе южной ветви большой европеоидной расы. Морфологически эта переднеазиатская группа характеризуется сильным развитием третичного волосяного покрова, выраженными надбровьями, резко выступающим, среднешироким, с выпуклой спинкой, носом, с очень высоким переносьем. Её ареал распространения — Закавказье, Анатолия, Месопотамия, Сирия, Палестина и Аравия. Согласно М. Г. Абдушелишвили, переднеазиатский тип преобладает среди ассирийских, армянских, грузинских, западноазербайджанских и западнодагестанских групп. У представителей этого типа темные волосы, длина тела ниже средней, высокий головной указатель, относительно широкое лицо, выпуклая форма спинки носа, сильное развитие третичного волосяного покрова.